# Ovunque tu sia
Ovunque tu sia è un film per la televisione coprodotto da Rai Fiction, Filmmaster Group e Six-Six-Eight nel 2008 per Rai 1.

## Descrizione
Ovunque tu sia è una coproduzione internazionale. È stato girato in quattro paesi: Italia (e in particolare a Orvieto), Singapore, Malaysia e Thailandia. Il film, di genere drammatico e avventura, è diretto da Ambrogio Lo Giudice.
Inizialmente, i responsabili dei palinsesti di Raiuno avevano previsto la data di domenica 19 ottobre 2008 per la prima visione TV del film; pochi giorni prima di questa data, però, si è deciso di rinviare la messa in onda al giorno successivo, lunedì 20 ottobre 2008, senza cambiare la collocazione oraria, ossia la prima serata, o prime time. Nei settimanali di programmi tv con i palinsesti dal 18/10 al 24/10 2008, quindi, il film viene recensito nella giornata di domenica.

## Personaggi
- Lucrezia Lante della Rovere è Barbara
- Fabio Sartor è Alberto
- François Montagut è Jan
- Emanuele Bosi è Marco
- Richard Low è Chin
- Ploy Jindachot è Pui
- Jimmy Taenaka è Harum Lomar

## Messa in onda
Come si è detto, questo film tv è stato trasmesso in prima visione TV lunedì 20 ottobre 2008 in prima serata su Rai 1, ed ha ottenuto, secondo i dati Auditel, questi risultati:
- Audience: 4.500.000 telespettatori
- Share: 16,43%